# Minato Yoshida
Minato Yoshida (吉田 実成都 Yoshida Minato?), född 17 februari 1992 i Shiga prefektur, är en japansk fotbollsspelare.
Yoshida började sin karriär 2014 i AC Nagano Parceiro. 2015 flyttade han till MIO Biwako Shiga.